# Burzyk siodłaty
Burzyk siodłaty (Puffinus bryani) – gatunek średniej wielkości ptaka z rodziny burzykowatych (Procellariidae). Wyodrębniony w Stanach Zjednoczonych w 2011 na podstawie okazu znalezionego w 1963 roku na wyspie Midway.

## Taksonomia i pierwsze stwierdzenia
W lutym 1963 roku na wyspie Midway znaleziono okaz ptaka, który był za mały na burzyka małego. Na podstawie badań genetycznych w 2011 dowiedziono, że jest to nowy gatunek. Człon bryani został nadany na cześć Edwina Horace’a Bryana Jr., kuratora kolekcji Bernice P. Bishop Museum w Honolulu w latach 1919–1968. W sezonach zimowych 1990/1991 i 1991/1992 na Midway w szczelinie między betonowymi elementami konstrukcji obserwowano ptaka, który okazał się później drugim znanym nauce (po holotypie z 1963) przedstawicielem P. bryani. W grudniu 1991 nagrano jego głos, po czym ptak został schwytany, nagrany na kasecie wideo, sfotografowany, a następnie wypuszczony na wolność.

## Morfologia
Ma szaro-niebieski lub czarny dziób, niebieskie nogi i czarno-białe upierzenie. Jest najmniejszym znanym burzykiem. Ma 25–30 cm długości, a rozpiętość skrzydeł wynosi 55–60 cm.

## Zasięg
W chwili opisania gatunku jedynym pewnym miejscem jego występowania była wyspa Midway (Północno-Zachodnie Wyspy Hawajskie), nie wiedziano jednak, gdzie ptak ten się lęgnie. Odnotowano stwierdzenia małych niezidentyfikowanych burzyków w Japonii, u wybrzeży Kalifornii, w Zatoce Alaska oraz koło Hawajów, które mogły być obserwacjami przedstawicieli tego gatunku, ale jak ustalono, część tych obserwacji nie dotyczyła burzyka siodłatego, a inne nie zostały na tyle dobrze opisane bądź udokumentowane, by jednoznacznie ustalić gatunek obserwowanego ptaka. Wkrótce po opisaniu gatunku zidentyfikowano sześć jego okazów zebranych między 1997 a 2011 rokiem na wyspach archipelagu Ogasawara w Japonii (dawniej znanego pod nazwą Bonin), a ich przynależność do P. bryani potwierdziły badania DNA. Pięć z tych okazów odnaleziono martwych, z czego trzy zostały zagryzione przez szczury; szósty okaz zmarł w niewoli po kilku miesiącach rekonwalescencji. W 2013 jedynym pewnym stwierdzeniem gatunku na morzu była fotografia wykonana w pobliżu archipelagu Ogasawara we wrześniu 2009. Ostatecznie w lutym 2015 po raz pierwszy natknięto się na niewielką populację lęgową na wysepce Higashi-jima w tymże archipelagu. Zasięg występowania burzyka siodłatego na morzu nadal pozostaje praktycznie nieznany, choć wiadomo, że obejmuje co najmniej pas wód tropikalnych i subtropikalnych między archipelagiem Ogasawara i Północno-Zachodnimi Wyspami Hawajskimi.

## Status
Międzynarodowa Unia Ochrony Przyrody (IUCN) od 2014 roku uznaje burzyka siodłatego za gatunek krytycznie zagrożony (CR, Critically Endangered). Liczebność gatunku nie została oszacowana, ale ze względu na bardzo nieliczne stwierdzenia przypuszcza się, że populacja jest skrajnie mała i prawdopodobnie liczy nie więcej niż 249 dorosłych osobników. BirdLife International uznaje trend liczebności populacji za spadkowy głównie z powodu drapieżnictwa zawleczonych szczurów.